# Віконт Мессерін

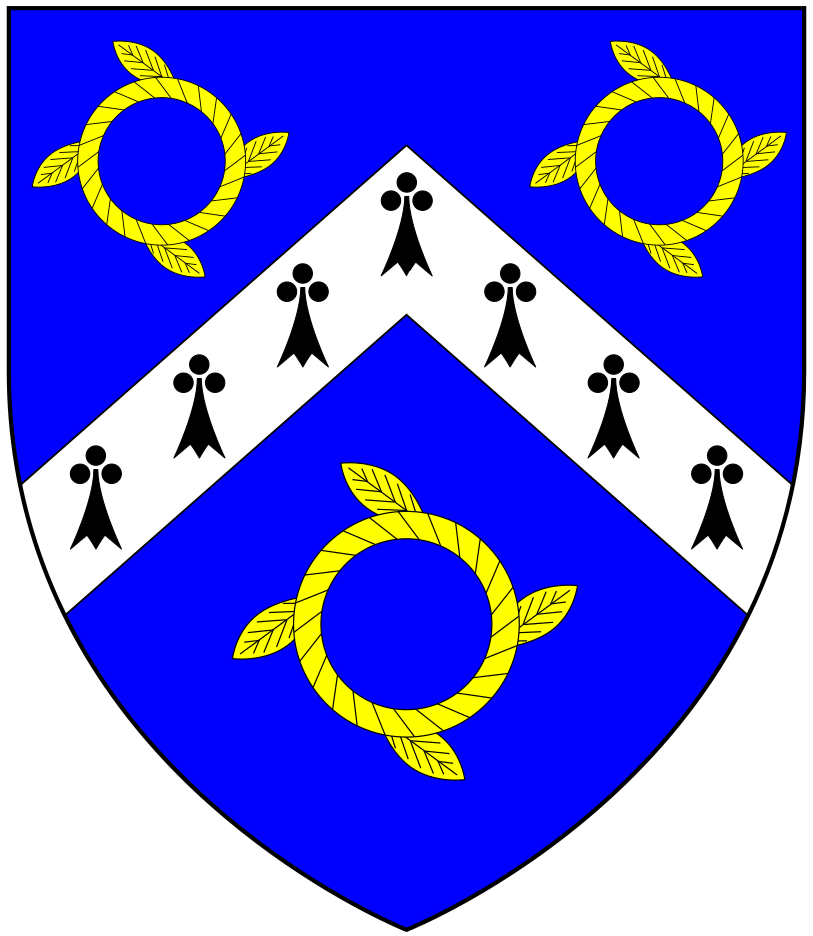
Герб родини Клотворті.

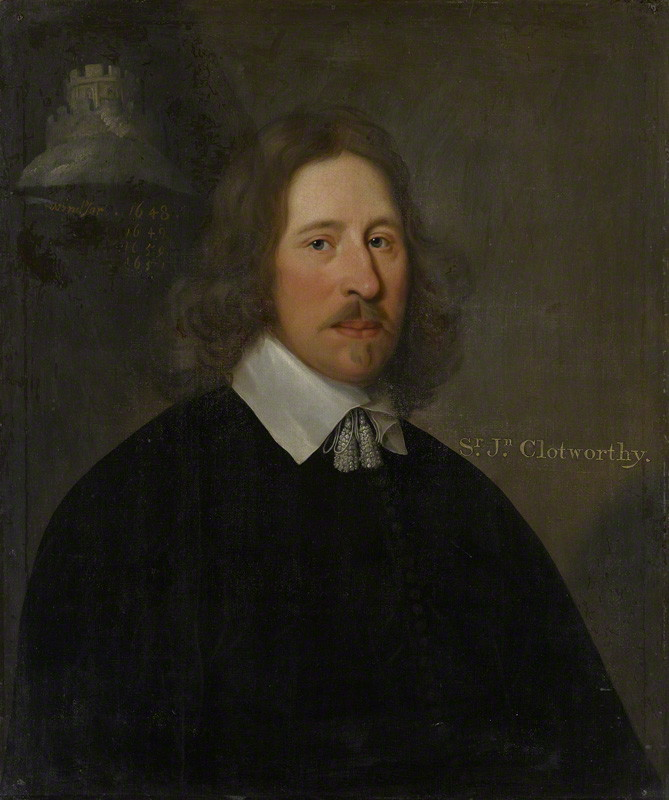
Джон Клотворті – І віконт Мессерін.

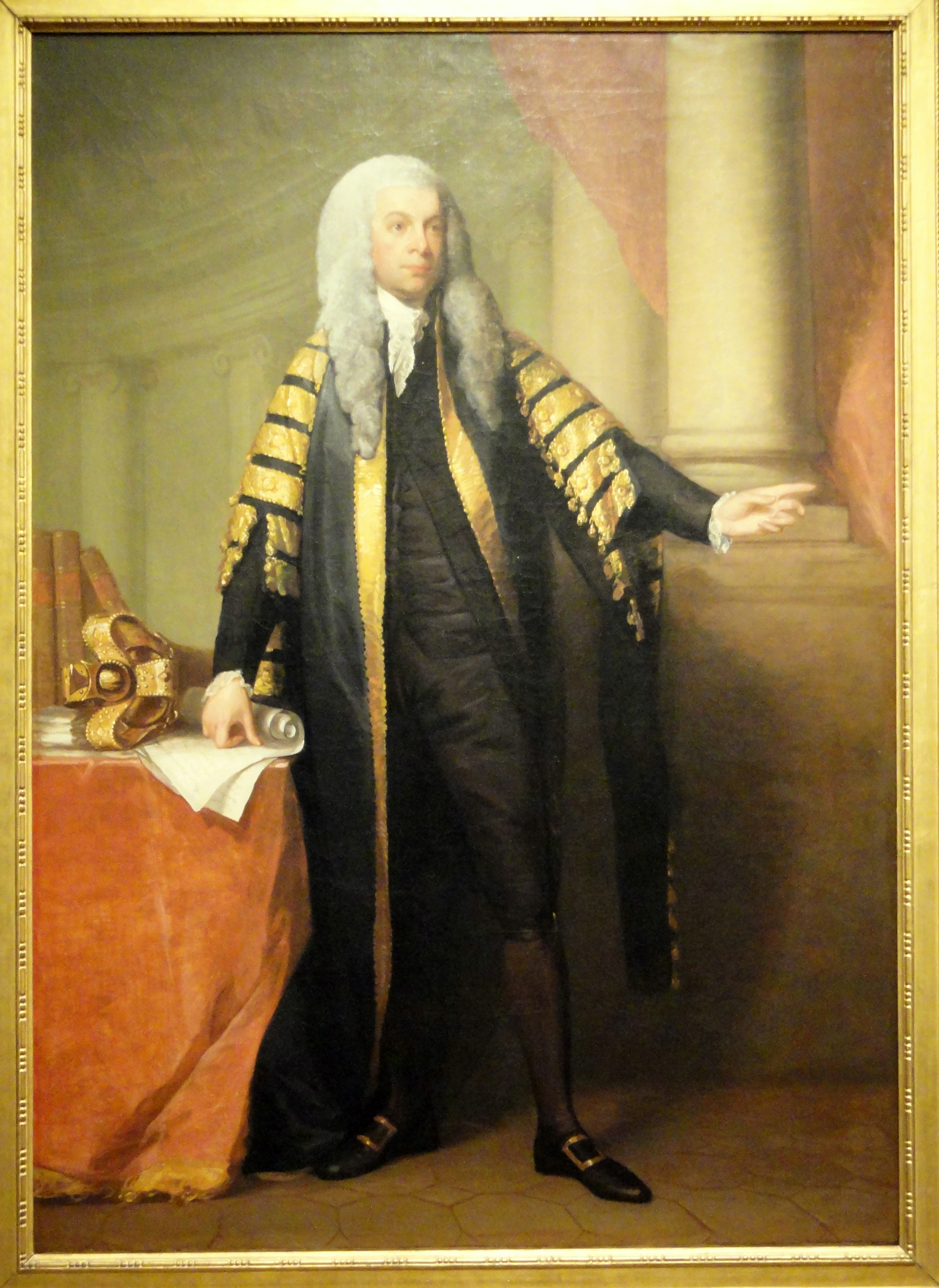
Джон Фостер – І барон Оріел.

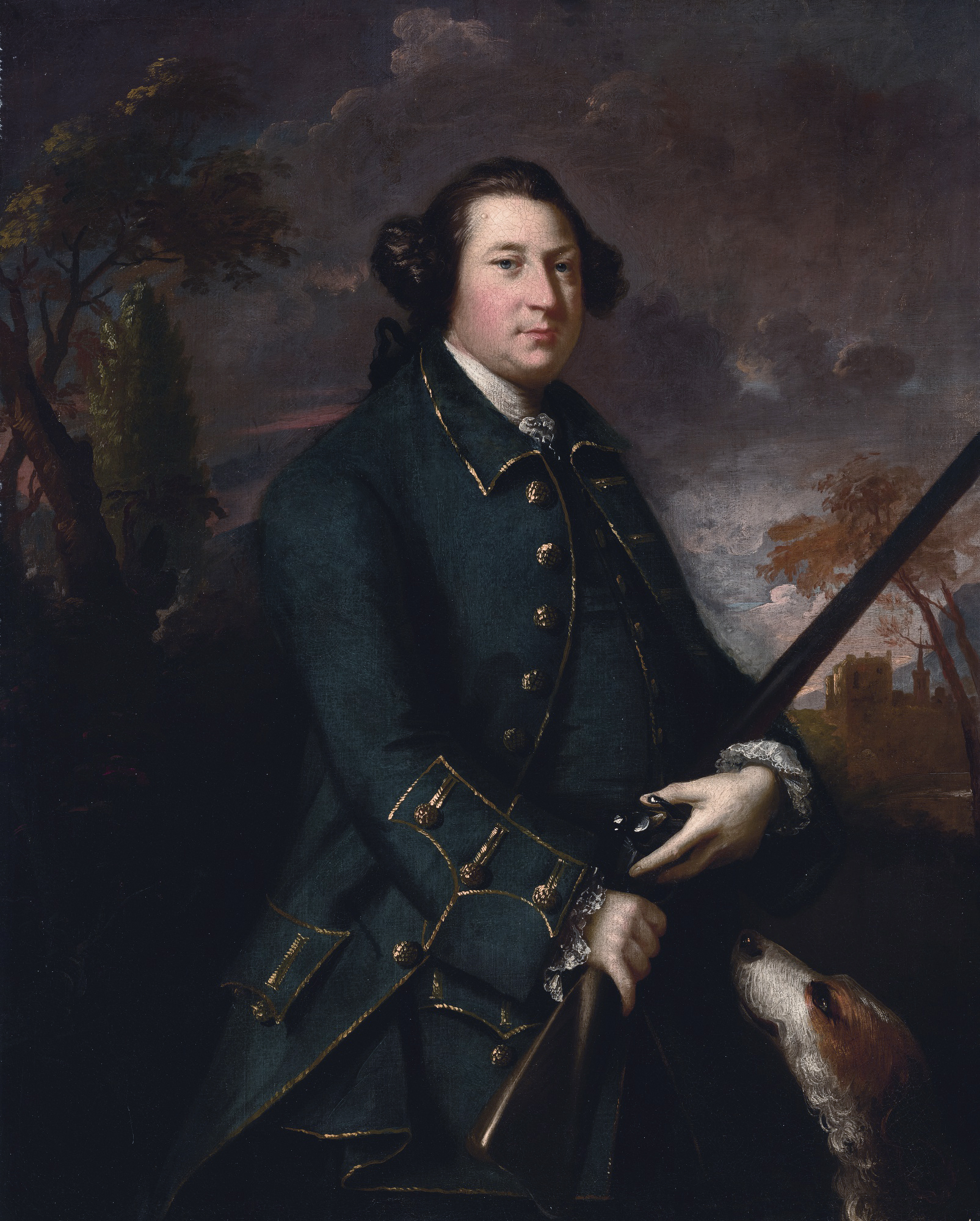
Клотворті Скеффінгтон – І граф Мессерін.

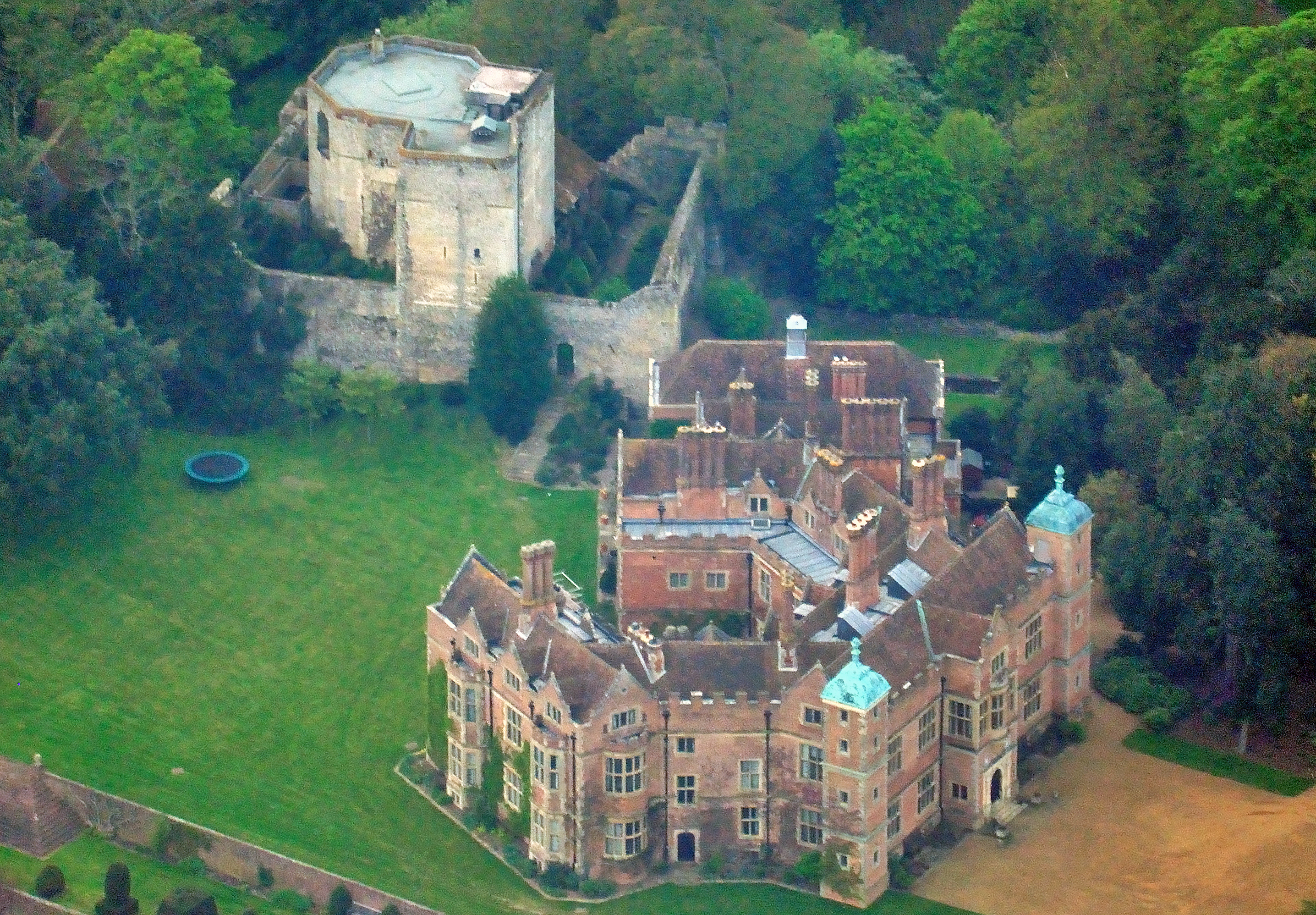
Замок Чілхем – резиденція віконтів Мессерін.

Віконт Мессерін (англ. - Viscount Massereene) – аристократичний титул в перстві Ірландії.

## Історія віконтів Мессерін
Титул віконт Мессерін був створений в перстві Ірландії в 1660 році для Джона Клотуорті. Одночасно був створений титул барон Лауні.У 1665 – 1816 роках віконти Мессерін володіли титулом баронет Скеффінгтон з Фішервіку. У 1856 – 1816 роках віконти Мессерін володіли титулом граф Мессерін. У 1843 році віконти Мессерін отримали титули віконт Феррард з Оріела, барон Оріел у перстві Ірландії, барон Оріел в перстві Великобританії. Віконти Мессерін володіють титулами барон Лауні (з 1660 року), барон Оріел (з 1790 року) в перстві Ірландії, барон Оріел (з 1812 року) в перстві Великобританії. Я барони Оріел віконти Мессерін були депутатами палати лордів парламенту Великобританії. 
Родовим гніздом віконтів Мессерін був замок Чілхем, що поблизу Кентербері, графство Кент. 
Джон Клотуорті – І віконт Мессерін був відомим англо-ірландським політиком та військовим в часи громадянської війни на Британських островах – так званої «Війни трьох королівств» (1640 – 1652). У 1660 році він отримав титул барон Лоуні (тобто барон Лох-Ней, Лох-нЕхах). Решта титулів отримав його зять сер Джон Скеффінгтон – IV баронет з Фішервік, що був чоловіком його дочки – її світлості Мері Клотуорті з правом успадкування титулів нащадкам Джона Клотуорті як по жіночій так і по чоловічій лінії. Це єдині пери Ірландії які можуть успадковувати титули таким чином. Після смерті Джона Клотуорті титули успадкував його зять, що став ІІ віконтом Мессерін. У 1756 році його правнук, що був V віконтом Мессерін отримав титул графа Мессерін в перстві Ірландії. Але ці титули зникли в1816 році після смерті IV графа Мессерін. Титули Барон Лоуні та віконт Мессерін були успадковані його дочкою Гаррієт, що стала ІХ віконтесою Мессерін. Вона була дружиною Томаса Генрі Фостера – ІІ віконта Феррард. Обидва титули успадкував їх син, що став Х віконтом Мессерін та ІІІ віконтом Феррард. У 1817 році змінив прізвище за дозволом корони на Скеффінгтон. Його син успадкував титули і став ХІ віконтом Мессерін та IV віконтом Феррард. Він отримав посаду лорд-лейтенанта графства Лаут. Його син успадкував титули і став ХІІ віконтом Мессерін та V віконтом Феррард. Він отримав посаду лорд-лейтенанта Антрім, був обраний в Сенат Північної Ірландії. 
На сьогодні титулами володіє його онук, що успадкував титули від батька і став XIV віконтом Мессерін та VII віконтом Феррард у 1992 році. І він, і його батько були президентами Консервативного Клубу Понеділка.

### Віконти Феррард і барони Оріел
Джон Форстер був канцлером казначейства Ірландії та спікером Палати громад парламенту Ірландії, представляв графство Лаут у Палаті громад парламенту Великобританії. У 1821 році він отримав титул барона Оріел з Феррард, що в графстві Лаут в перстві Великобританії. Його дружина Маргаретт Амелія Фостер отримала титули баронеси Оріел з Коллона в 1790 році, віконтеси Феррард з Оріела в 1797 році в перстві Ірландії. Титули успадкував її син, що став ІІ віконтом Феррард. Він був одружений з Гарріет Скеффінгтон – ІХ віконтесою Мессерін. Титули успадкував їх син, що став Х віконтом Мессерін та ІІІ віконтом Феррард.  

### Баронети Скеффінгтон з Фішервіку
Вільям Скеффінгтон володів посадою верховного шерифа Стаффордшира в 1601 – 1623 роках. 8 травня 1627 року він отримав титул баронета Фішервік, що в графстві Стаффорд в баронетстві Англії. ІІ баронет Фішервік був обраний депутатом парламенту від Ньюкастла, що біля Лайму, отримав посаду шерифа Стаффордшира в 1637 році. IV баронет Фішервік одружився з її світлістю Мері Клотворті – дочкою Джона Клотворті – І віконта Мессерін. У 1665 році він успадкував титули від свого тестя. Титули лишалися чинними до зникнення цих титулів баронетів в 1816 році.

## Віконти Мессерін (1660)
- Джон Клотуорті (помер у 1665 р.) – І віконт Мессерін
- Джон Скеффінгтон (помер у 1695 р.) – ІІ віконт Мессерін
- Клотуорті Скеффінгтон (1660 – 1714) – ІІІ віконт Мессерін
- Клотуорті Скеффінгтон (помер у 1738 році) – IV віконт Мессерін
- Клотуорті Скеффінгтон (1715 – 1757) – V віконт Мессерін (отримав титул граф Мессерін у 1756 році)
- Гаррієт Скеффінгтон (померла 1831) – IX віконтеса Мессерін
- Джон Скеффінгтон (1812 – 1863) – X віконт Мессерін, III віконт Феррард
- Клотворті Джон Скеффінгтон (1842 – 1905) – XI віконт Мессерін, IV віконт Феррард
- Елджернон Вільям Джон Клотуорті Скеффінгтон (1873 – 1956) – XII віконт Мессерін, V віконт Феррард
- Джон Клотуорті Телбот Фостер Вайт-Мелвілл-Скеффінгтон (1914 – 1992) – XIII віконт Мессерін, VI віконт Феррард, VI барон Оріел
- Джон Девід Клотуорті Вайт-Мелвілл Фостер Скеффінгтон (1940 р. н.) - XIV віконт Мессерін, VII віконт Феррард, VII барон Оріел

Спадкоємцем титулу є син теперішнього власника титулу його світлість Чарльз Клотворті Вайт-Мелвілл Фостер Скеффінгтон (1973 р. н.). Спадкоємцем спадкоємця титулу є його син Джеймс Елджернон Фостер Клотворті Скеффінгтон (2014 р. н.).

## Графи Мессерін (1756)
- Клотуорті Скеффінгтон (1715 – 1757) – І Мессерін, V віконт Мессерін
- Клотуорті Скеффінгтон (1743 – 1805) – ІІ граф Мессерін, VI віконт Мессерін
- Генрі Скеффінгтон (помер у 1811 р.) – ІІІ граф Мессерін, VII віконт Мессерін
- Чічестер Скеффінгтон (помер у 1816 р.), IV граф Мессерін, VIII віконт Мессерін

## Баронети Скеффінгтон з Фішервік (1627)
- Сер Вільям Скеффінгтон (помер у 1635 р.) – І баронет Скеффінгтон
- Сер Джон Скеффінгтон (бл. 1590 – 1651) – ІІ баронет Скеффінгтон
- Сер Вільям Скеффінгтон (помер у 1652 р.) – ІІІ баронет Скеффінгтон
- Сер Джон Скеффінгтон (помер у 1695 році) – IV баронет Скеффінгтон (успадкував титул ІІ віконта Мессеріна в 1665 році)

## Віконти Феррард (1797)
- Маргаретта Амелія Фостер (померла в 1821 р.) – І віконтеса Феррард
- Томас Генрі Скеффінгтон (1772 – 1843) – ІІ віконт Феррард
- Джон Скеффінгтон (1812 – 1863) – ІІІ віконт Феррард (успадкував титул віконта Мессеріна в 1831 році)

## Барони Оріел (1821)
- Джон Фостер (1740 – 1828) – І барон Оріел
- Томас Генрі Скеффінгтон (1772 – 1843) – ІІ барон Оріел (успадкував титул віконта Феррара в 1821 році)